# Contea di Idaho
La contea di Idaho (in inglese Idaho County) è una contea dello Stato dell'Idaho, negli Stati Uniti. La popolazione al censimento del 2014 era di 16 215 abitanti. Il capoluogo di contea è Grangeville. Si tratta della contea più grande dello Stato.

## Geografia fisica
La contea si trova nel centro nord dello Stato, all'inizio del saliente dell'Idaho, con l'Oregon a ovest e il Montana a est. Per superficie, è la contea più grande dello Stato.I fiumi principali sono il Salmon river e il Selway River. La contea è prevalentemente montuosa ed è occupata dalle Clearwater Mountains. Qui si trovano anche diverse foreste nazionali. A nord-ovest si trova parte della Riserva Nez Perce.

### Contee confinanti
- Contea di Clearwater – nord
- Contea di Missoula (Montana) – nord-est
- Contea di Ravalli (Montana) – est
- Contea di Lemhi – sud-est
- Contea di Valley – sud
- Contea di Adams – sud-ovest
- Contea di Wallowa (Oregon) – ovest
- Contea di Nez Perce – nord-ovest
- Contea di Lewis – nord-ovest

## Storia
La contea fu creata nel 1864 nel territorio dell'Idaho. Fu chiamata così per il battello a vapore del Columbia Idaho lanciato nel 1860 per trasportare i ricercatori d'oro nel nord dell'Idaho.

## Geografia antropica
La città più popolosa è il capoluogo Grangeville, ma sono presenti altre città e centri abitati.

### Cities
- Cottonwood
- Ferdinand
- Kooskia
- Riggins
- Stites
- White Bird

### Census-designated place
- Elk City

### Città fantasma
- Mount Idaho
- Florence